# Suensonomyia nudinerva
Suensonomyia nudinerva là một loài ruồi thuộc họ Tachinidae. Loài này được Félix Mesnil mô tả năm 1957.